# MBA (Edificio de La Hermandad Moderna de América)
El MBA, o Hermandad Moderna de Edificio de América, también conocido como el El Edificio de Ladrillo y Azulejo, es un edificio de oficinas en Mason, construido en 1916-1917 para la Hermandad Moderna de América. El propósito principal era para proporcionar seguro de vida a sus miembros, y el edificio albergó aquellas operaciones.